# Ethan Werek
Ethan Werek (chinesisch 韦·瑞克, Pinyin Wéi Ruìkè; * 7. Juni 1991 in Markham, Ontario) ist ein kanadischer Eishockeyspieler mit chinesischer Staatsbürgerschaft, der zuletzt bis Januar 2024 beim HC Slovan Bratislava aus der slowakischen Extraliga unter Vertrag gestanden und dort auf der Position des Centers gespielt hat. Zuvor absolvierte Werek unter anderem fast 400 Partien in der American Hockey League (AHL) und verbrachte vier Spielzeiten bei Kunlun Red Star in der Kontinentalen Hockey-Liga (KHL).

## Karriere
Werek verbrachte seine Juniorenzeit in seiner Heimatprovinz Ontario, wo er in der Saison 200/08 zunächst für die Stouffville Spirit in der Ontario Provincial Junior A Hockey League (OPJHL) aktiv war und am Saisonende als Rookie des Jahres ausgezeichnet wurde. Zur Spielzeit 2008/09 wechselte der Stürmer in die höherklassige Ontario Hockey League (OHL). Dort lief er in den folgenden drei Spielzeiten bis zum Sommer 2011 für die Kingston Frontenacs auf und wurde während dieser Zeit im NHL Entry Draft 2009 in der zweiten Runde an 47. Stelle von den New York Rangers aus der National Hockey League (NHL) ausgewählt. Die Rangers gaben seine Transferrechte im Mai 2011 jedoch im Tausch für den Schweden Oscar Lindberg an den Ligakonkurrenten Phoenix Coyotes ab.
Wenige Tage später erhielt der Angreifer einen NHL-Einstiegsvertrag von den Coyotes angeboten. In den folgenden drei Jahren kam Werek ausschließlich in Phoenix’ Farmteam, die Portland Pirates, aus der American Hockey League (AHL) zu Einsätzen im Profibereich. Im September 2014 unterzeichnete der Free Agent einen Einjahresvertrag bei den Providence Bruins aus der AHL. Seine Ausbeute von 20 Scorerpunkten in 53 Spielen, führten jedoch nicht zu einem Anschlussvertrag, sodass er sich im Oktober 2015 zunächst den Florida Everblades aus der ECHL anschloss. Die Everblades verliehen ihn im Verlauf des Spieljahres 2015/16 aber an die Charlotte Checkers aus der AHL, für die er – neben 30 Einsätzen für Florida selbst – zu 40 Partien kam und im Februar 2016 einen festen AHL-Vertrag erhielt. Zum Beginn der Saison 2016/17 ging es für den Kanadier abermals in die ECHL, wo es diesmal zu einem Engagement bei den Orlando Solar Bears kam. Die Solar Bears liehen ihn nach zwei Spielen aber ebenfalls in die AHL aus, wo er den Rest der Spielzeit bei den Texas Stars verbrachte. Auch dort führte die Leihe im Januar 2017 zu einer festen Anstellung. Nach dem gleichen Prinzip wurde er zur Saison 2017/18 vom ECHL-Franchise Brampton Beast verpflichtet, die ihn alsbald an die Belleville Senators aus der AHL ausliehen, die ihn dann im November desselben Jahres fest für den Rest des Spieljahres verpflichteten.
Zur Saison 2018/19 versuchte Werek seiner Karriere mit dem Wechsel ins europäische Ausland einen neuen Impuls zu verleihen. Er erhielt einen Einjahresvertrag beim HC Oceláři Třinec aus der tschechischen Extraliga. Mit dem Klub gewann er am Saisonende die tschechischer Meisterschaft und wechselte daraufhin in die Kontinentale Hockey-Liga (KHL). Dort hatte er im Juli 2019 einen Zweijahresvertrag beim chinesischen Teilnehmer Kunlun Red Star unterschrieben. In der Folge wurde der Vertrag in den Jahren 2021 und 2022 jeweils um ein Jahr verlängert. Im Januar 2023 verließ er KRS jedoch nach fast vier Jahren und wechselte zurück nach Tschechien. Der Angreifer schloss sich bis zum Saisonende dem Mountfield HK an, mit dem er die Finalserie um die tschechische Meisterschaft erreichte, allerdings seinem Ex-Klub aus Třinec unterlag. Werek verließ den Verein daraufhin bereits wieder und schloss sich im November 2023 dem HC Slovan Bratislava aus der slowakischen Extraliga an. Auch das dortige Engagement war nur von kurzer Dauer und endete bereits Anfang Januar 2024.

### International
Für sein Geburtsland nahm Werek mit dem Team Canada Ontario an der World U-17 Hockey Challenge 2008 teil, bei der er mit der Provinzauswahl den Turniersieg errang. In sechs Turnierspielen bereitete er dabei zwei Tore vor. Ein Jahr später kam der Stürmer auch bei der U18-Junioren-Weltmeisterschaft 2009 zu Einsätzen. Mit sechs Scorerpunkten in ebenso vielen Einsätzen war er teamintern viertbester Scorer und hatte damit maßgeblichen Anteil am Erreichen des vierten Platzes.
Im Februar 2022 lief Werek unter dem Namen Wei Ruike für die chinesische Nationalmannschaft bei den Olympischen Winterspielen in Peking auf. In vier Turnierspielen steuerte er dabei eine Torvorlage bei.

## Erfolge und Auszeichnungen
| - 2008 OPJHL Rookie of the Year - 2009 Teilnahme am OHL All-Star Game - 2009 Teilnahme am CHL Top Prospects Game | - 2010 Teilnahme am OHL All-Star Game - 2019 Tschechischer Meister mit dem HC Oceláři Třinec - 2023 Tschechischer Vizemeister mit dem Mountfield HK |

### International
- 2008 Goldmedaille bei der World U-17 Hockey Challenge

## Karrierestatistik
Stand: Ende der Saison 2023/24

### International
| Vertrat Kanada bei: - World U-17 Hockey Challenge 2008 - U18-Junioren-Weltmeisterschaft 2009 | Vertrat die Volksrepublik China bei: - Olympischen Winterspielen 2022 |

(Legende zur Spielerstatistik: Sp oder GP = absolvierte Spiele; T oder G = erzielte Tore; V oder A = erzielte Assists; Pkt oder Pts = erzielte Scorerpunkte; SM oder PIM = erhaltene Strafminuten; +/− = Plus/Minus-Bilanz; PP = erzielte Überzahltore; SH = erzielte Unterzahltore; GW = erzielte Siegtore; 1 Play-downs/Relegation; Kursiv: Statistik nicht vollständig)